# Gill-tó

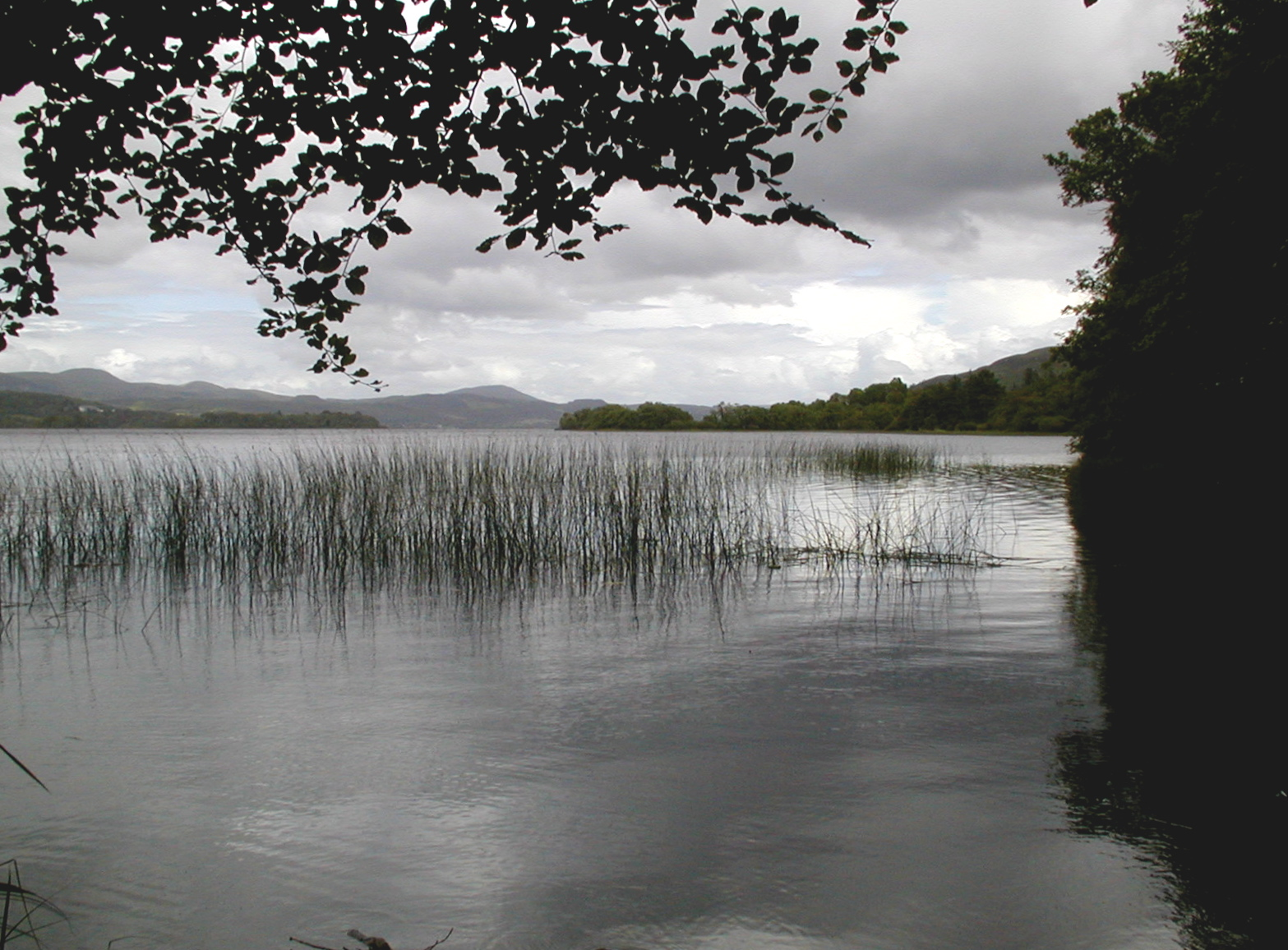
Lough Gill

A Gill-tó vagy Lough Gill (írül Loch Gile, jelentése: „világos / fehér tó”) tó az Ír Köztársaságban, Sligo, illetve kisebb részt Leitrim megyében. Mintegy 8 kilométer hosszú, 1,5 km széles, vizét északnyugati irányban, a Garavogue folyóba üríti, Sligo város közelében.
A festői tavat erdős hegyek veszik körül. Népszerű a madarak kedvelői közt. A tóra néz a megerődített Parke kastélya, amelyet az 1600-as években Robert Parke emelt az O'Rourke (írül Uí Ruairc) klán korábbi erődítményének helyén. A klán a 7. századtól uralta a térséget és Oliver Cromwell idejéig fennmaradt. 952 körül a klánból származó Sean Ferghal O Ruairc volt Connacht tartomány királya.
A tónak mintegy húsz kis szigete van, köztük a romantikus hangulatú Innisfree, amelynek nevét William Butler Yeats verse tette halhatatlanná.